# Герд, Сергей Владимирович
Сергей Владимирович Герд (1897—1961) — советский гидробиолог, доктор биологических наук, профессор Ленинградского педагогического института им. А. И. Герцена, заслуженный деятель науки Карело-Финской ССР (1948).

## Биография
Родился в семье педагогов-биологов.
В 1915—1920 годах слушал лекции на физико-математическом факультете Петербургского университета, занимался в лаборатории профессора В. А. Догеля на кафедре зоологии беспозвоночных.
После окончания университета работал в школах Ленинграда, писал новые учебники по естествознанию, редактировал учебники. В 1923—1936 годах выпустил 10 книг-пособий, более 20 статей и брошюр в педагогических журналах и изданиях («Живая природа», «Естествознание в школе» и др.).
В 1931 году направлен на работу в только что организованный Карельский научно-исследовательский институт старшим научным сотрудником, затем заведующим лабораторией гидробиологии, принимал участие в экспедициях по исследованию озёр Карелии (Онежское, озера Куйто, Пяозеро, Топозеро, Выгозеро, Сегозеро, Ковдозеро и других). Материалы экспедиций легли в основу его научных статей.
В 1938 году учёный совет Московского университета присвоил С. В. Герду степень кандидата биологических наук без защиты диссертации, а в 1940 году — звание доцента.
В 1938 году перешёл на работу в Карельский учительский институт, где читал, помимо зоологии беспозвоночных, курсы географического цикла, затем возглавил кафедру зоологии беспозвоночных на биологическом факультете. По его инициативе в университете была создана кафедра ихтиологии и гидробиологии.
В годы Великой Отечественной войны, находясь в эвакуации в Сыктывкаре, защитил докторскую диссертацию по теме «Фауна больших рек Карелии».
В 1945 году организовал биологическую станцию в посёлке Гридино на Карельском побережье Белого моря и лимнологическую станцию в селе Кончезеро. Станции являлись научной базой для учебной практики студентов-биологов.
Под его руководством кафедра ихтиологии и гидробиологии КФГУ провела исследование озёр западной Карелии (1948—1949).
В 1950 году возглавил кафедру зоологии в Ленинградском педагогическом институте им. Герцена.
Последнее десятилетие жизни было плодотворным по числу публикаций — научных книг, статей, популярных изданий, методических пособий, учебников и курсов. В эти годы С. В. Герд развил предложенную им схему биономического картирования, довёл её до общей классификации озёр Карелии и СССР, начал составление биологического кадастра озёр Карелии на примере бассейна реки Шуя. Организовал подготовку коллективного труда «Фауна водоёмов Карелии» (1-й том закончен после его смерти под редакцией профессора Ю. И. Толяпекого). Им составлен «Указатель литературы по гидрологии озёр и рек Карело-Финской ССР». Указатель был опубликован частично (около 600 названий) в справочнике «Озёра Карелии» (1959).
В 1961 году вышел его самый известный труд (в соавторстве с В. И. Жадиным) — «Реки, озёра и водохранилища СССР, их фауна и флора».
Научное наследство С. В. Герда: 166 научных публикаций (из них 120 — книги и статьи, 46 рукописи).
Профессор Сергей Владимирович Герд похоронен на Богословском кладбище Санкт-Петербурга (Конторская дорожка).

## Семья
Сын — лингвист А. С. Герд (1936—2016).

## Некоторые научные работы
- Биоценозы бентоса больших озёр Карелии. — Петрозаводск, 1949. — 198 с.
- Опыты и наблюдения по зоологии: Пособие для учителя. — Л., 1954. — 368 с.
- Курс зоологии в педагогическом институте. — Л., 1958. — 60 с.
- Озёра Карелии и их рыбные хозяйства. — Госиздат КФССР, 1944. — 89 с.
- Герд С. В., Жадин В. И. Реки, озёра и водохранилища СССР, их фауна и флора. — М., 1961. — 599 с.